# ژان-لوک دهانه
ژان-لوک دهانه (انگلیسی: Jean-Luc Dehaene؛ ۷ اوت ۱۹۴۰ – ۱۵ مهٔ ۲۰۱۴) یک سیاست‌مدار اهل بلژیک بود.